# دریاچه ویکتوریا
دریاچهٔ ویکتوریا یکی از دریاچه‌های بزرگ آفریقا است.
با مساحتی تقریباً ۵۹۹۴۷ کیلومتر مربع (۲۳۱۴۶ مایل مربع)، دریاچه ویکتوریا بزرگ‌ترین دریاچه آفریقا از نظر مساحت، بزرگ‌ترین دریاچه گرمسیری جهان، و پس از دریاچه سوپریور در آمریکای شمالی دومین دریاچهٔ بزرگ آب شیرین جهان از نظر مساحت است. از نظر حجم، دریاچه ویکتوریا نهمین دریاچه بزرگ قاره‌ای جهان است که حدود ۲۴۲۴ کیلومتر مکعب (۱٫۹۶۵×۱۰۹ هکتار⋅ فوت) آب دارد.
ویکتوریا دارای عمق متوسط ۴۰ متر (۱۳۰ فوت) و حداکثر عمق ۸۰–۸۴ متر (۲۶۲–۲۷۶ فوت) است. حوضه آبریز آن ۱۶۹۸۵۸ کیلومتر مربع (۶۵۵۸۳ مایل مربع) است. این دریاچه دارای خط ساحلی ۷۱۴۲ کیلومتری (۴۴۳۸ مایل) است.
این دریاچه در فلات بلندی در بخش غربی دره کافتی بزرگ آفریقا واقع شده و در محدودهٔ سه کشور تانزانیا، اوگاندا و کنیا قرار گرفته‌است. ویکتوریا جزئی از دریاچه‌های بزرگ آفریقا به‌شمار می‌آید.
دریاچه ویکتوریا که با نام‌های اوکِرِوه و نالوباله نیز شناخته می‌شود به نسبت پهنایی که دارد کم‌عمق است و میانگین ژرفای آن ۸۴ متر است.
تنوع زیستی این دریاچه بسیار بالا است. دریاچهٔ ویکتوریا بیش از ۳ هزار جزیره دارد که بیشتر آن‌ها مسکونی است.
این دریاچه نسبتاً جوان است و حوضهٔ کنونی آن ۴۰۰ هزار سال پیش شکل گرفته‌است. نمونه‌های خاک که از کف دریاچه برداشت شده نشان می‌دهد که این دریاچه از زمان تشکیلش تاکنون سه بار به‌طور کامل خشک شده بوده‌است.

## نام
با وجود داشتن چندین نام به زبان محلی (Dholuo: Nam Lolwe; Luganda: 'Nnalubaale; Kinyarwanda: Nyanza؛ همچنین Ukerewe)این دریاچه توسط جان هنینگ اسپک؛ اولین بریتانیایی که آن را مستندسازی کرد، برگرفته از نام ملکه ویکتوریا تغییر نام داده‌شد؛ در سال ۱۸۵۸، در حالی که در یک سفر اکتشافی با ریچارد فرانسیس برتون بود.

## نگارخانه

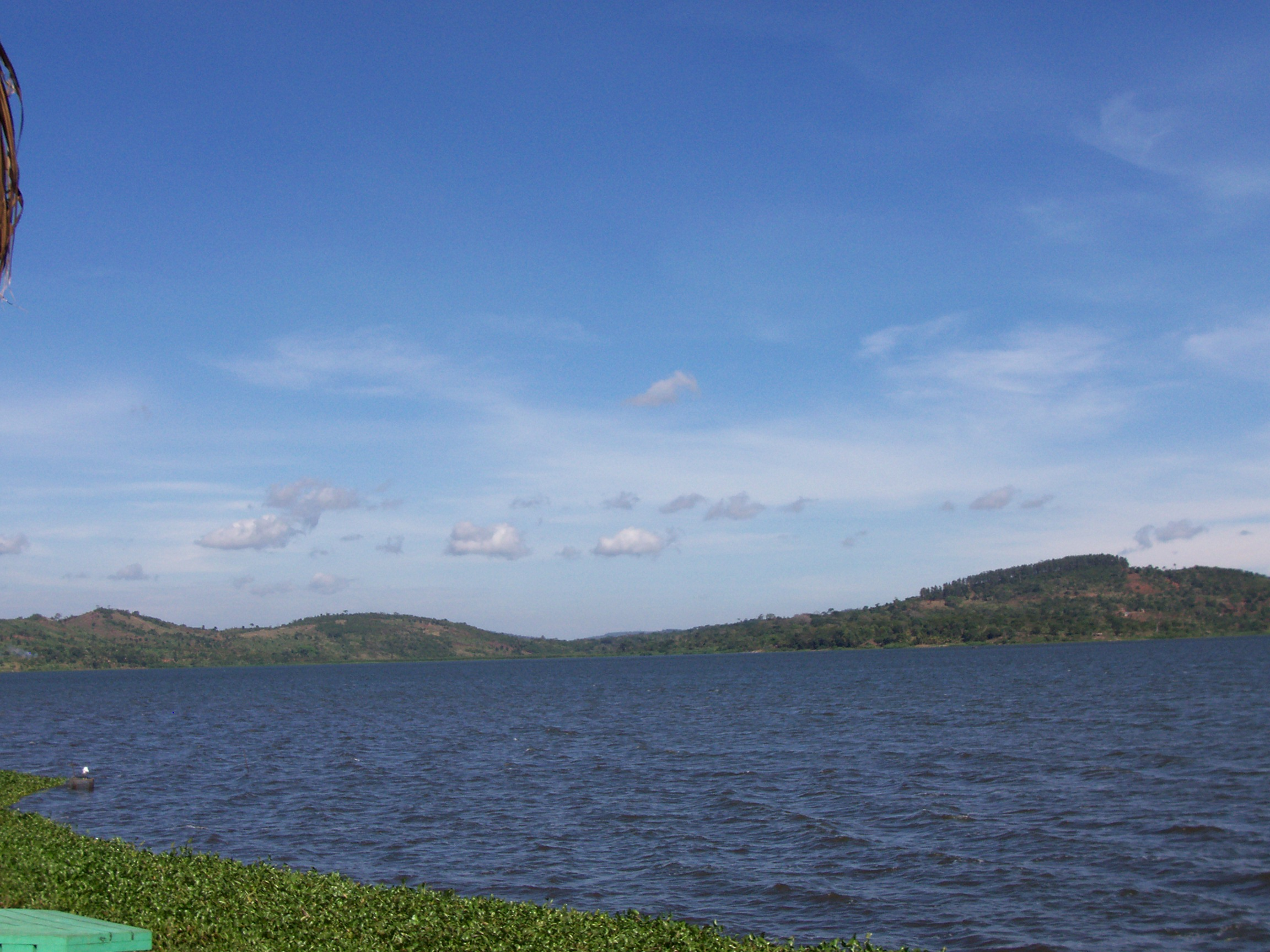
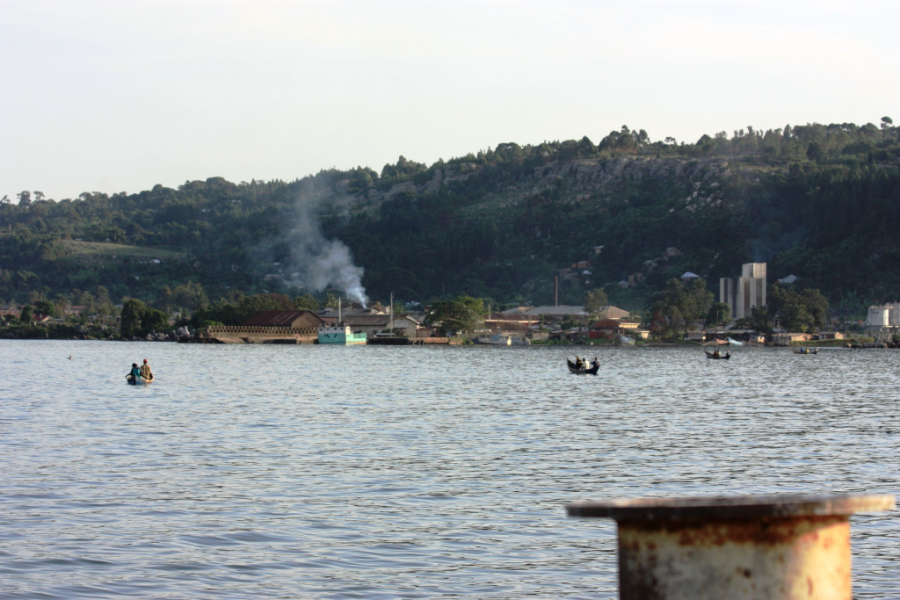
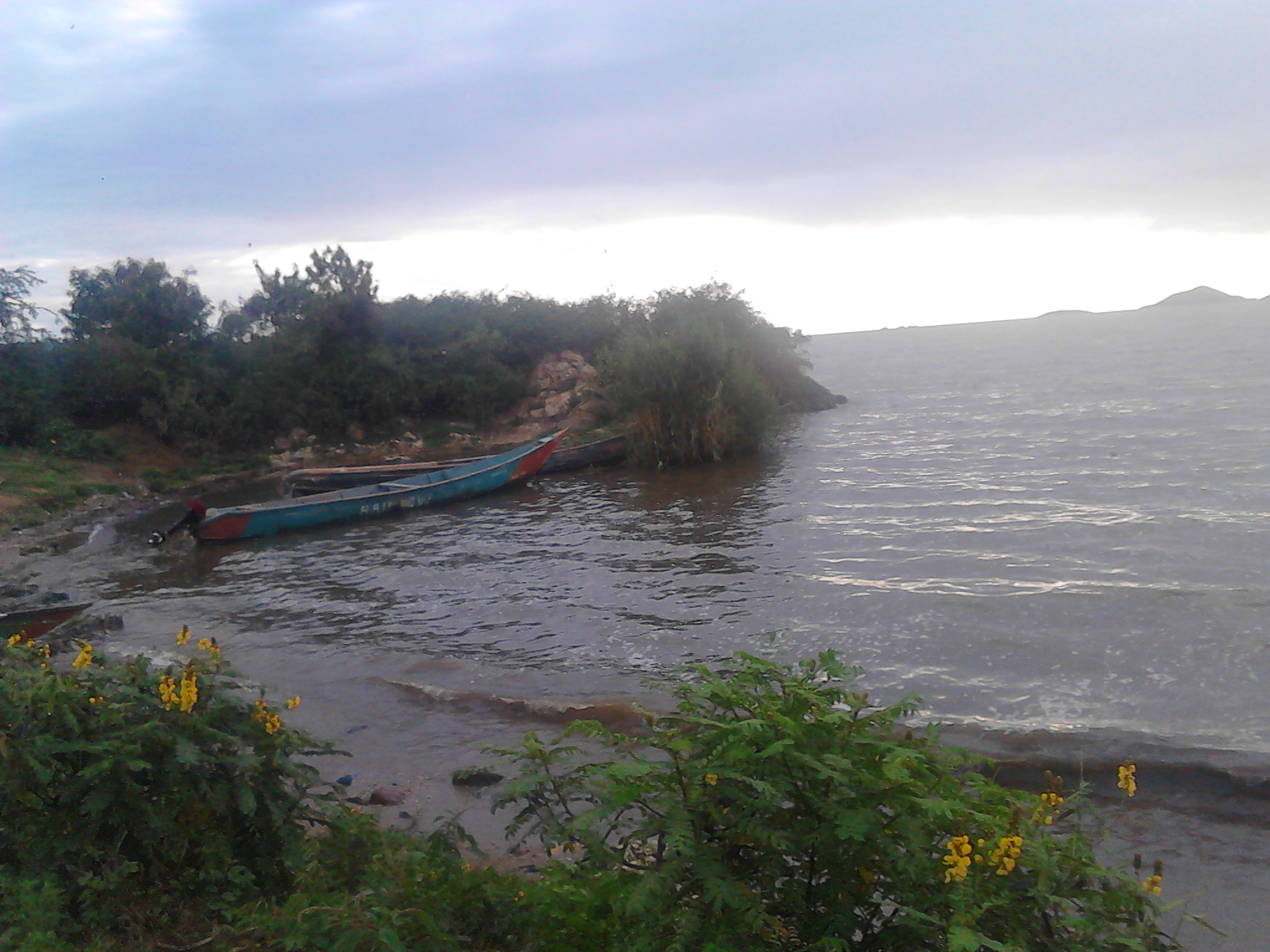
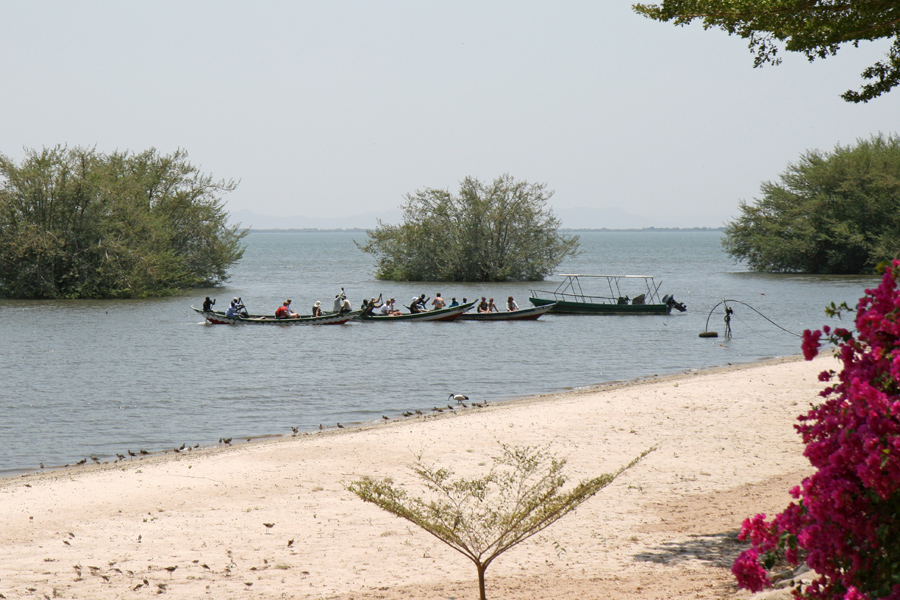
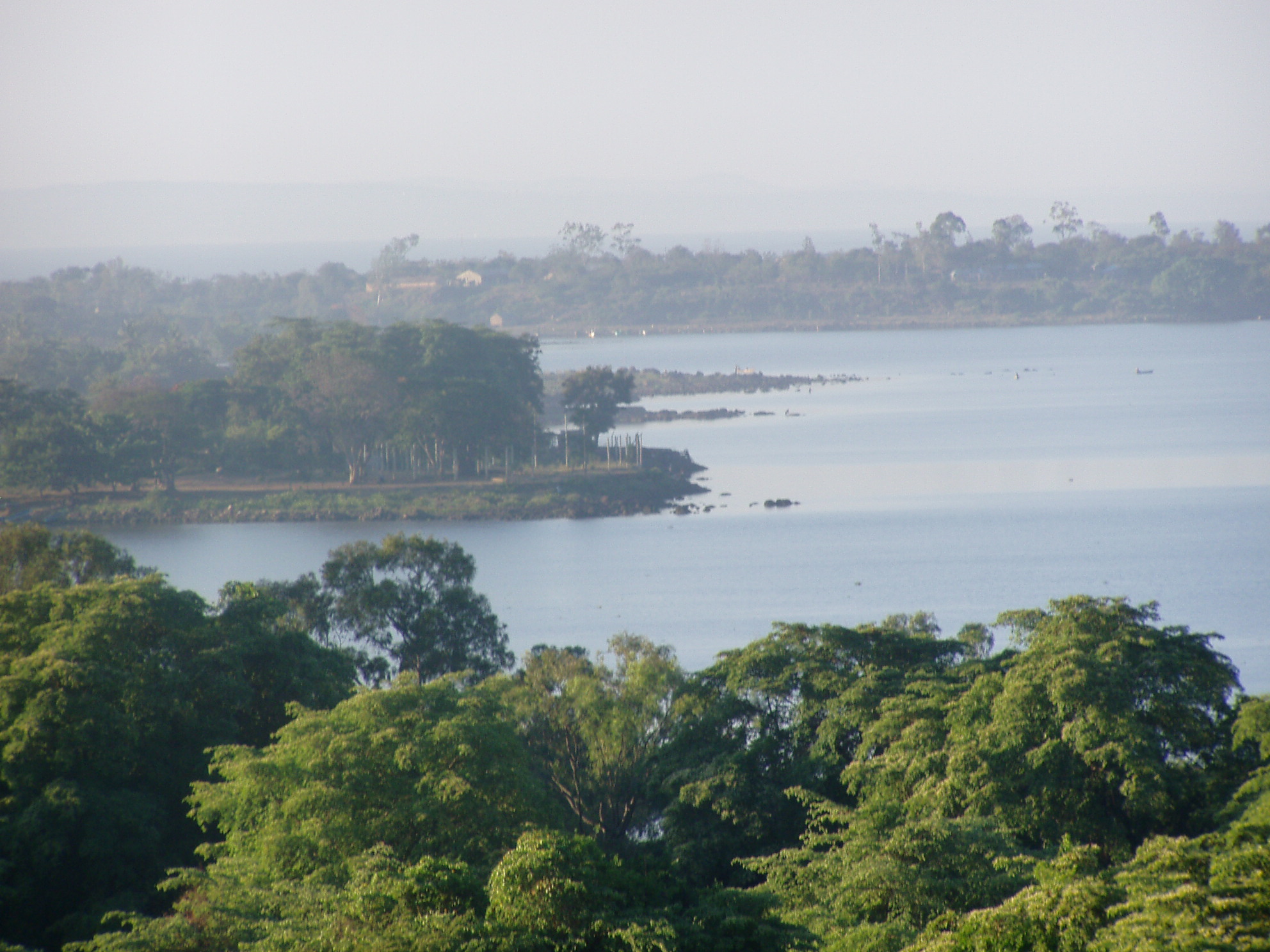
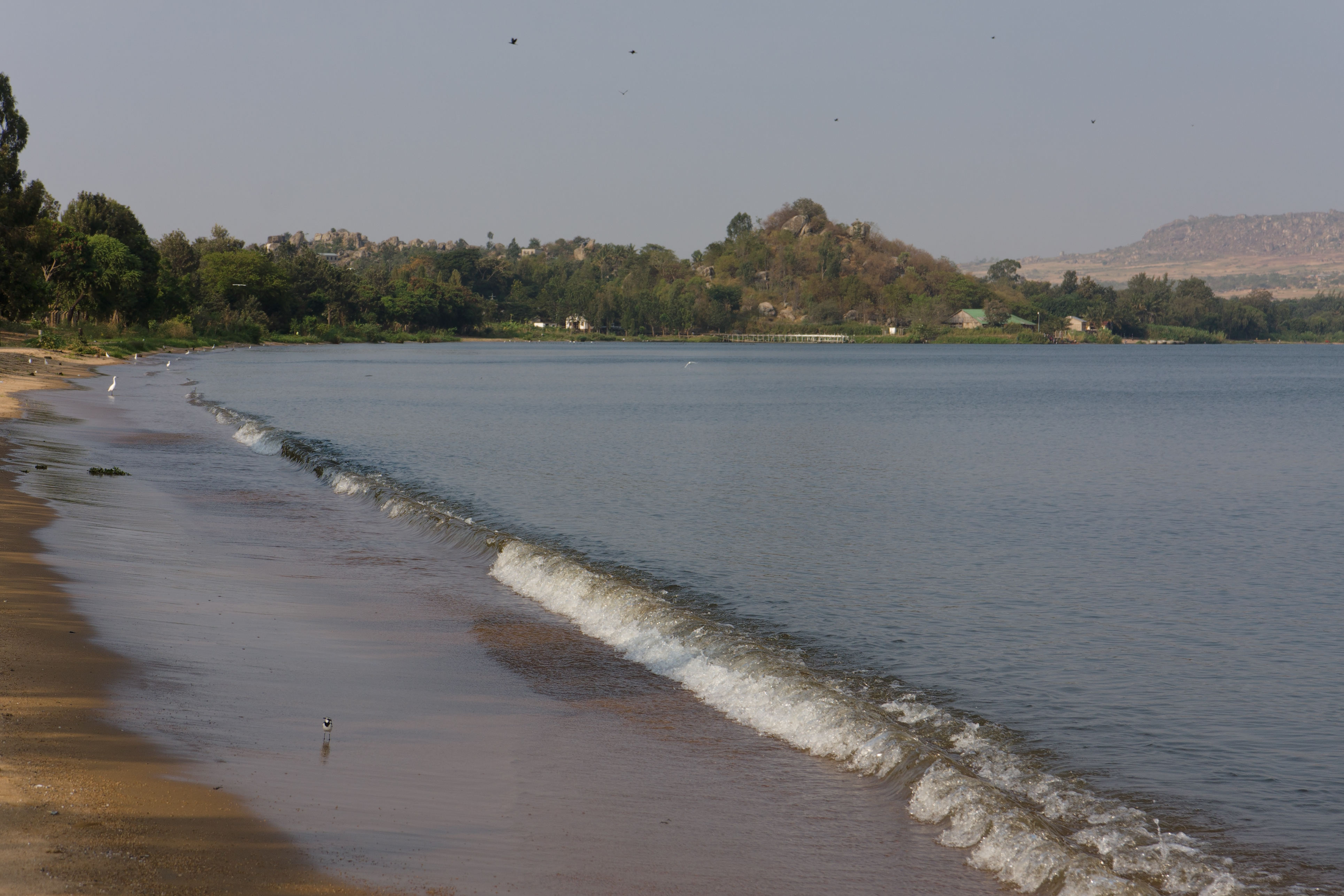